# McCamish Pavilion
Il McCamish Pavilion, originariamente noto come Alexander Memorial Coliseum, è un impianto sportivo polifunzionale statunitense di Atlanta, che sorge presso il campus del Georgia Institute of Technology.
È stata la sede del Pugilato alle Olimpiadi di Atlanta 1996.